# Iwaizumi
Iwaizumi (岩泉町, Iwaizumi-chō) est un bourg du district de Shimohei, situé dans la préfecture d'Iwate, au Japon.

## Géographie

### Démographie
Au 1er septembre 2015, la population d'Iwaizumi s'élevait à 9 621 habitants répartis sur une superficie de 992,36 km2.

## Jumelage
- Wisconsin Dells (Wisconsin) (États-Unis)